# Horst Breitenfeld
Horst Breitenfeld (* 17. Juli 1924 in Berlin-Schöneberg; † 9. Juli 2010 in Nürnberg) war ein deutscher Schauspieler, Hörspiel- und Synchronsprecher.

## Leben
Breitenfeld wurde von Gustav Knuth für die Bühne entdeckt und erhielt 1943 sein erstes Theaterengagement am Deutschen Schauspielhaus Hamburg. Es folgte eine Anstellung am Theater am Schiffbauerdamm in Berlin. Nach dem Zweiten Weltkrieg stieß Breitenfeld zum Ensemble des Nationaltheaters Mannheim, wo er in der ersten Produktion nach Wiedereröffnung der Bühne, einer Inszenierung von Tell auf der Achterbahn, mitwirkte. Weitere Bühnenstationen waren Basel, Zürich, wo er unter der Regie Friedrich Dürrenmatts in einer Adaption von dessen Besuch der alten Dame auftrat, sowie noch einmal Mannheim und Dortmund. In Nürnberg, wo er auch nach seiner Pensionierung lebte, war er 22 Jahre lang engagiert.
In Film und Fernseh-Produktionen war Breitenfeld ein seltener Gast. Kinogänger konnten ihn in Helmut Käutners Kriminalfilm Epilog – Das Geheimnis der Orplid sehen sowie in Arthur Maria Rabenalts Komödie Die Frau von gestern Nacht, neben Walter Giller in Musik, Musik und nur Musik, neben Heinz Rühmann in Keine Angst vor großen Tieren und in der Carl-Zuckmayer-Verfilmung Des Teufels General. Im Fernsehen trat Breitenfeld in Fernsehfilmen wie Der Nächste, bitte!  (1953), Schweyk im Zweiten Weltkrieg und Rainer Erlers Ein Guru kommt, in Mehrteilern wie Der seidene Schuh und Fernsehserien wie Die Firma Hesselbach auf.
Als Synchronsprecher wurde Breitenfeld einem breiten Publikum vor allem in der Rolle des „Hoss Cartwright“ (Dan Blocker) in Bonanza bekannt, den er neben Michael Chevalier, Martin Hirthe und Thomas Braut in den Hamburger Fassungen synchronisierte. Darüber hinaus lieh er Blocker auch bei dessen Auftritten in Margret Dünsers V.I.P.-Schaukel und dem Krimi Die Lady in Zement seine Stimme. Des Weiteren war er zu hören als „Ephraim Langstrumpf“ (Beppe Wolgers) in der Fernsehsynchronisationen von Pippi Langstrumpf und Pippi und die Seeräuber, für Peter Ustinov in Hotel Sahara und für Christopher Lee in Wölfe in der Nacht.
Außerdem wirkte er bei zahlreichen Hörspielen und Hörfunk-Produktionen mit wie Die Grasharfe, NWDR 1952, nach Truman Capote und als „Glücksdrache Fuchur“ in der Adaption von Michael Endes Unendlicher Geschichte, KIOSK 1984.
Horst Breitenfeld verstarb im Juli 2010 im Alter von 85 Jahren in Nürnberg.

## Filmografie (Auswahl)
- 1950: Epilog – Das Geheimnis der Orplid
- 1950: Die Frau von gestern Nacht
- 1953: Keine Angst vor großen Tieren
- 1953: Der Nächste, bitte!
- 1955: Des Teufels General
- 1955: Musik, Musik und nur Musik
- 1955: Der Korporal aus Java
- 1955: Unternehmen Schlafsack
- 1961: Schweyk im Zweiten Weltkrieg
- 1962: Die Firma Hesselbach: Der Dieb
- 1965: Der seidene Schuh
- 1966: Der Richter von London
- 1976: Dorothea Merz
- 1980: Ein Guru kommt